# Пранаб Кумар Мукерджі
Пранаб Кумар Мукерджі (бенг. প্রণব মুখোপাধ্যায়, англ. Pranab Mukherjee; 11 грудня 1935, село Міраті, Бірбхум, Бенгалія, Британська Індія — 31 серпня 2020) — індійський державний діяч бенгальського походження, 13-й президент Індії (вступив на посаду 25 липня 2012 року). Раніше послідовно обіймав посади міністра оборони (2004–2006), закордонних справ (2006–2009) та фінансів (1982–1984 і 2009–2012).

## Біографія
Пранаб Мукерджі народився 11 грудня 1935 року у родині відомого борця за свободу Індії, члена Індійського національного конгресу та Законодавчої ради Західної Бенгалії (1952–1964) Камадо Кінкара Мукерджі, який провів понад 10 років у британських в'язницях.
Після закінчення Калькутського університету, Пранаб Мукерджі отримав ступінь магістра (у галузі історії, політології та права) та почав трудову діяльність викладачем коледжу. Через деякий час він покинув коледж, і став працювати журналістом.
1969 року Мукерджі був вперше обраний до верхньої палати парламенту Індії, таким чином розпочавши свою парламентську кар'єру.
Активну політичну діяльність Пранаб Мукерджі почав 1973 року, отримавши призначення на посаду заступника міністра. У ті роки, він займав різні пости в уряді Індії, у тому числі очолюючи деякі відомства. Так за період з 1982 по 1984 рік він займав пост іністра фінансів Індії у декількох урядах Індіри та Раджива Ганді.
Також протягом восьми років, з 2004 по 2012 рік, Пранаб Мукерджі був лідером нижньої палати парламенту Індії — Лок Сабха.
2004 року, після призначення Манмохана Сінґха на пост глави уряду Індії, Мукерджі очолив міністерство оборони.

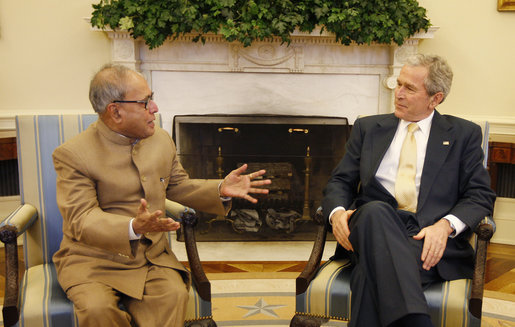
Міністр закордонних справ Індії Пранаб Мукерджі на зустрічі з президентом США Джорджем Бушем молодшим

2006 року перейшов на роботу до Міністерства закордонних справ, очолюючи дане відомство аж до 23 травня 2009 року.
24 січня 2009 році Пранаба Мукерджі було призначено міністром фінансів Індії.
У липні 2012 року Мукерджі залишив посаду міністра фінансів для участі у президентських виборах. 19 липня 2012 року відбулися вибори, на яких за президентський пост боролися два кандидати: Пранаб Мукерджі, висунутий правлячою коаліцією, і колишній спікер нижньої палати парламенту Пурна Агіток Сангма, єдиний кандидат опозиції. Ймовірність перемоги Мукерджі, оцінювалися спостерігачами як дуже висока. У підсумку, за результатами виборів він став абсолютним переможцем, набравши близько 70 % голосів вибірників.
25 липня 2012 року, Пранаб Мукерджі вступив на посаду президента Індії, змінивши на цій посаді Пратібху Патіл.

## Особисте життя

### Родина
Пранаб Мукерджі з 13 липня 1957 одружений з Суврою Мукерджі. У родині троє дітей: сини Абхіджит, Індраджит та дочка Шармішта.

### Захоплення
Мукерджі захоплюється читанням, садівництвом і музикою.